# Desmond FitzGerald
Desmond FitzGerald (13 février 1888 – 9 avril 1947) est un révolutionnaire irlandais, poète, publiciste et homme politique du Fine Gael. Il est ministre de la Défense de 1927 à 1932, ministre des Affaires extérieures de 1922 à 1927 et ministre de l'information de 1921 à 1922 et directeur de l'information de 1919 à 1921. Il est député de 1918 à 1937. Il est sénateur de 1938 à 1943.

## Jeunesse
Desmond FitzGerald est né Thomas Joseph FitzGerald à Forest Gate à West Ham, Essex en 1888. Son père Patrick Fitzgerald (1831-1908), est un ouvrier du sud de Tipperary, et sa mère Mary Anne Scollard (1847-1927) est de Castleisland, comté de Kerry. Il change son prénom à l'adolescence en "Desmond", plus romantique, et visite l'Irlande pour la première fois en 1910. Il est étudiant à Saint-Bonaventure.
À Londres, il est membre du groupe de poètes et d'écrivains de la Tour Eiffel, qui comprend Ezra Pound, T. E. Hulme, F. S. Flint et un autre écrivain irlandais, Joseph Campbell. Le groupe doit son nom au restaurant dans lequel le groupe s'est réuni, la Tour Eiffel à Soho,. En avril 1908, FitzGerald et Florence Farr introduisent Ezra Pound au groupe de la Tour Eiffel, réunion dont naîtra plus tard le groupe Imagist.

## Mariage et famille
En 1911, FitzGerald, catholique, épouse Mabel Washington McConnell (1884-1958), fille de John McConnell, vendeur de whisky de Belfast et petite-fille d'un agriculteur presbytérien près de la ville. Formée à l'Université Queen's de Belfast, elle partage l'intérêt de FitzGerald pour la langue irlandaise ; elle le rencontre à Londres lors d'un séminaire de langue. Ils vivent en France jusqu'à leur déménagement dans le comté de Kerry en mars 1913. Durant cette période, il s'implique dans le groupe de poètes Imagist. Ils ont quatre enfants : Desmond (1911-1987), Pierce (1914-1986), Fergus (1920-1983) et Garret (1926-2011).

## Nationaliste irlandais
FitzGerald rejoint les Volontaires irlandais en 1914 et organise un groupe de Volontaires dans le comté de Kerry. En tant qu'organisateur, il est censé entraîner même les recrues les plus inadaptées. L'organisation est soumise à une pression énorme : de nombreux dirigeants sont expulsés en juillet 1915 en vertu de la loi sur la défense du royaume de 1914. FitzGerald remplace Ernest Blythe. En 1915, FitzGerald est emprisonné pour avoir prononcé un discours contre le recrutement pendant la Première Guerre mondiale. Il est ensuite expulsé de Kerry et déménage dans le comté de Wicklow. Le caractère sobre et parcimonieux de FitzGerald, soutenu par une longue histoire familiale anglo-normande, fait de lui une figure impopulaire du mouvement. Il a le sentiment que ses patrons ne sont pas au courant de sa situation. Lors de l'occupation de la Poste générale pendant l'insurrection de 1916, il commente : « J'étais déconcerté par l'attitude générale de la sécurité ». Au plus fort de la bataille, il se trouve au milieu de l'incendie qui frappe la garnison du GPO. Toujours sceptique, FitzGerald, responsable des rations, évoque dans ses mémoires sur l'insurrection de 1916 la mobilisation soudaine et inattendue, suivie d'une description des conditions régnant au GPO, le quartier général des rebelles. Alors que de nombreux récits décrivent le soulèvement comme une forme de sacrifice de sang, FitzGerald discute de sa logique plus large avec le leader Patrick Pearse et avec Joseph Plunkett qui s'était rendu en Allemagne en 1915 pour obtenir de l'aide. Ils espèrent que l'Allemagne gagnerait la Première Guerre mondiale et qu'un soulèvement d'au moins trois jours permettrait à l'Irlande de prendre place à la conférence de paix. Tout en déclarant une république d'Irlande en 1916, ils estiment qu'il serait probablement nécessaire d'inviter le plus jeune fils du Kaiser, Joachim, à régner après la guerre sur un royaume d'Irlande réformé, où l'irlandais redeviendrait la langue quotidienne.
FitzGerald est libéré en 1918 lorsqu'il est élu député du Sinn Féin pour la circonscription de Dublin Pembroke. Après l'assemblée du Premier Dáil en 1919 et la déclaration de la République irlandaise, il est nommé directeur de l'information du Dáil Éireann, rejoignant pour la première fois le journal Nationality en mai pour remplacer Laurence Ginnell, arrêté. Il a du mal à faire bonne impression sur la presse britannique, qui fournit la plupart des informations étrangères irlandaises.
En mai 1919, Erskine Childers, ami et collègue de FitzGerald, se rend à Versailles avec l'intention de participer à la Conférence de la paix. Childers est de plus en plus frustré par l'attitude autoritaire des Britanniques à l'égard de l'indépendance irlandaise. FitzGerald commence un polycopié intitulé Résumé hebdomadaire des actes d'agression de l'ennemi en juillet 1919. En novembre, il s'associe à Childers pour produire l'Irish Bulletin. Pendant vingt-deux mois, ils rendent publics les crimes de l'Angleterre, dans le but de renforcer la crédibilité du Dáil auprès du Sinn Féin. Malgré la plainte du Dáil en 1920 selon laquelle les listes sont « inadéquates », l'élan derrière le Département de la Propagande plonge ses opposants dans la confusion. Pendant la guerre d'indépendance irlandaise (1919-1921), le Bulletin réussit à faire connaître les objectifs de la République irlandaise au monde entier avec un succès croissant et élimine la probabilité d'une extension du conflit. FitzGerald est arrêté en mars 1921, mais libéré. Fin août 1921, Éamon de Valera remanie son cabinet, dans lequel FitzGerald ne figure pas ; bien qu'en remplaçant Childers, il ait été nommé ministre de l'information. Il est l'un des députés qui échouent à persuader de Valera de rejoindre les négociateurs du traité anglo-irlandais signé le 6 décembre.

## Ministre du gouvernement
FitzGerald soutient le traité. Le 30 août 1922, il est nommé ministre des Affaires extérieures du gouvernement provisoire d'Irlande du Sud. À la date de sa nomination, l’Irlande du Sud fait toujours partie du Royaume-Uni ; ce n'est que parce que l'administration est une administration de transition qu'elle a un ministre des Affaires extérieures. L'État libre d'Irlande est créé le 6 décembre 1922.
FitzGerald, par lettre datée du 17 avril 1923, demande au nom de l'État libre d'Irlande son adhésion à la Société des Nations. L'Irlande est admise comme membre l'année suivante. FitzGerald représente également le nouvel État aux conférences impériales. En 1927, FitzGerald devient ministre de la Défense. Après la défaite du gouvernement en 1932, il reste député jusqu'en 1937. En 1938, il est élu au Seanad Éireann, où il reste jusqu'à sa retraite de la politique en 1943.
L'un de ses fils, Garret FitzGerald, est également ministre des Affaires étrangères dans les années 1970 et Taoiseach à deux reprises dans les années 1980.
Desmond FitzGerald est décédé le 9 avril 1947 à Dublin, à l'âge de 59 ans.